# État d'Udaipur
Pour les articles homonymes, voir Udaipur.

carte du Royaume de Mewar.

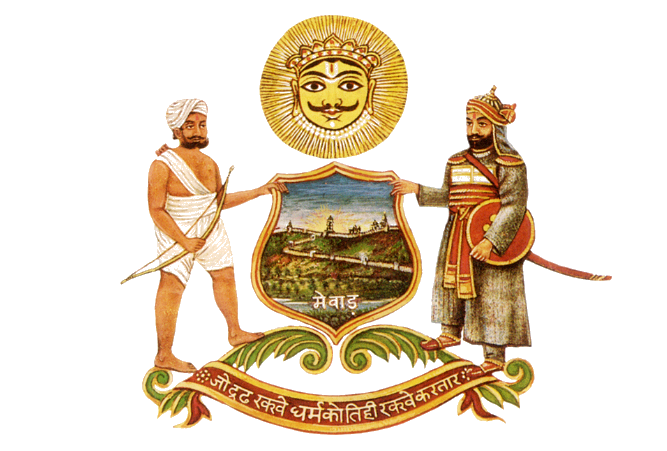
Blason de l'État d'Udaipur.

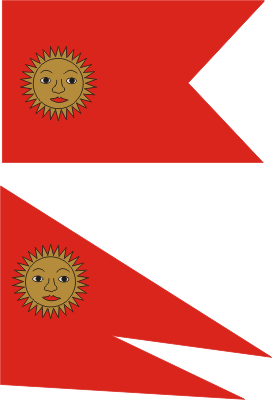
Drapeau royal de l'État d'Udaipur.

L'État d'Udaipur ou officiellement Royaume du Mewar, était un royaume puis État princier de l'Inde de 530 à 1948. Il était centré sur la ville de Udaipur.

## Histoire de la principauté
En 1567, l'empereur moghol Akbar met à sac pour la troisième fois la forteresse de Chittorgarh, la capitale du Mewar. Le rânâ Udai Singh II s’enfuit alors avec son clan et se réfugie dans les ravines des Aravalli. Au cours d'une chasse aux abords du lac Pichola, il rencontre un sadhu en méditation à qui il demande conseil pour construire sa nouvelle capitale. Le sage lui répond que le lieu lui semble parfait, dans la verdure, près d’un lac, protégé par les reliefs.
Udai fonde donc sa nouvelle capitale en 1559 à cet endroit bien moins vulnérable que Chittorgarh et lui donne son nom. Udai Singh meurt en 1572 et son fils, Pratap monte sur le trône. Il défend la ville contre plusieurs attaques mogholes et doit à nouveau se réfugier dans les collines pour échapper à la mort. Il reprend cependant la ville et la plus grande partie de son territoire, mais échoue à récupérer le berceau de sa famille, Chittorgarh. Ainsi le Mewâr n'est jamais sous suzeraineté musulmane.
Après celles des Moghols, la ville subit les attaques de Marathes. En 1889 , Udaipur signe un traité avec les Britanniques qui lui apporte paix.
L'État princier d'Udaipur (ou Mewar) se maintient jusqu'en 1949, date à laquelle il est intégré à l'État du Rajasthan.

## Ranas puis Maharanas d’Udaipur
De la création de la ville jusqu'au lendemain de l’indépendance de l’Inde :
- Udai Singh II (en) 1537-1572
- Pratap Singh Ier 1572-1596
- Amar Singh Ier (en) 1596-1607
- Sugra 1607-1615
- Karan Singh II (en) 1620-1628
- Jagat Singh Ier 1628-1652
- Raj Singh Ier (en) 1652-1680
- Jai Singh (en) 1680-1699
- Amar Singh II (en) 1699-1711
- Sangram Singh II (en) 1711-1734
- Jagat Singh II (en) 1734-1752
- Pratap Singh II (en) 1752-1754
- Raj Singh II (en) 1754-1761
- Ari Singh II (en) 1761-1771
- Hamir Singh II (en) 1771-1777
- Bhim Singh (en) 1777-1828 (né en 1768, + 1828)
- Jawan Singh (en) 1828-1838 (+1838)
- Sardar Singh (en) 1838-1842 (né en 1798, + 1842)
- Sarup Singh (en) 1842-1861 (né en 1815, + 1861)
- Sambhu Singh (en) 1861-1874 (né en 1847, + 1874)
- Sujjan Singh (en) 1874-1884 (né en 1859, + 1884)
- Fateh Singh (en) 1884-1930 (né en 1849, + 1930)
- Sir Bhupal Singh (en), 1930-1949 (né en 1884, † 1955)

### Maharanas titulaires
- Sir Bhupal Singh (en), 1949-1955 (né en 1884, † 1955)
- Bhagwat Singh (en), 1955-1984 (né en 1927, † 1984)
- Mahendra Singh (en), 1984-2024 (né en 1941, † 2024)
- succession disputée